# Prins Vilhelm, hertig av Gloucester
Vilhelm, hertig av Gloucester (engelska William), född 24 juli 1689, död 29 juli 1700, var son till den blivande brittiska drottningen Anna Stuart, och det enda av hennes barn som överlevde spädbarnsåren. Hans far var Georg av Danmark.

## Biografi
Vilhelm var den andre i tronföljden, efter sin mor, som han i framtiden förväntades efterträda. Då han föddes gav kung Vilhelm III av England honom titeln hertig av Gloucester (men utnämnde honom egentligen inte till hertig) och utnämnde honom till riddare av strumpebandsorden. Då han var nio år gammal, bildades hans eget hushåll. 
Vilhelm hade dålig hälsa under hela sitt liv. Han led av kramper strax efter födelsen och föräldrarna var rädda att han skulle dö. Han blev dock bättre och Anna flyttade honom till Campden House nära Kensington, där luften ansågs bättre. Vid tre års ålder kunde han varken tala eller gå, och när han blev äldre kunde han inte gå i trappor utan hjälp. Även om han var fysiskt svag, var det inget fel på hans intellekt, och han ansågs brådmogen. 
Vilhelm insjuknade dagen efter sin elfte födelsedag. Läkarna misstänkte att han drabbats av smittkoppor och tillgrep den tidens vanliga ineffektiva (och ofta farliga) behandling. Han dog några dagar senare. Obduktionen avslöjade att han hade lidit av hydrocephalus (vattenskalle), vilket orsakat hans dåliga balans. Han begravdes i Westminster Abbey.